# Silvia Chiesa
Silvia Chiesa (Milano, 6 marzo 1966) è una violoncellista italiana.

## Biografia
Ha ideato la “Trilogia del Novecento italiano” (Sony Classical) che raccoglie le registrazioni di concerti per violoncello e orchestra di compositori del XX secolo: Nino Rota, Alfredo Casella, Ottorino Respighi, Ildebrando Pizzetti, Mario Castelnuovo-Tedesco (prima registrazione italiana), Riccardo Malipiero (prima registrazione mondiale) e Gian Francesco Malipiero. Insieme con Silvia Chiesa, l’Orchestra Sinfonica Nazionale della Rai e i direttori Corrado Rovaris e Massimiliano Caldi. Silvia Chiesa ha realizzato la serie web di documentari “Novecento Corsaro” durante le settimane di lockdown per Covid-19 per divulgare questo repertorio.
È dedicataria del Concerto per violoncello e orchestra di Matteo D'Amico e "...Tra la carne e il cielo" di Azio Corghi, e ha eseguito in “prima” italiana lavori di Gil Shohat, Nicola Campogrande, Aldo Clementi, Michele Dall'Ongaro, Peter Maxwell Davies, Giovanni Sollima, Gianluca Cascioli e Ivan Fedele.
Nel 2005 ha costituito con il pianista Maurizio Baglini un duo stabile. Al duo sono dedicate la Suite per violoncello e pianoforte di Azio Corghi (registrata – insieme a musiche di Chopin e Debussy – per l'etichetta Concerto) e una Sonata di Gianluca Cascioli e 150 Decibel di Nicola Campogrande. La discografia del duo comprende anche l'integrale di Saint-Saëns per un cd allegato alla rivista “Amadeus”, il cd Cello Sonatas per Decca (2011), contenente le Sonate per violoncello e pianoforte di Brahms e l'“Arpeggione” di Schubert e l'integrale delle opere per violoncello e pianoforte di Sergej Vasil'evič Rachmaninov. Degne di nota anche le performance del trio formato con la violinista Francesca Dego e la pianista Mariangela Vacatello (Amiata Piano Festival, Fazioli Concert Hall).
Come solista ha suonato con l’Orchestra Nazionale della Rai, l’Orchestra del Maggio Musicale Fiorentino, l’Orchestra di Padova e del Veneto, l’Orchestra della Toscana, la Royal Philharmonic Orchestra, i Solisti di San Pietroburgo, l’Orchestra di Rouen, la Staatsorchester Kassel e la Sinfonica di Cracovia. Ha collaborato con direttori d'orchestra quali Luciano Acocella, Francesco Angelico, Marco Angius, Paolo Arrivabeni, Gürer Aykal, Umberto Benedetti Michelangeli, Giampaolo Bisanti, Roland Böer, Massimiliano Caldi, Tito Ceccherini, Daniele Gatti, Cristian Orosanu, Corrado Rovaris, Daniele Rustioni, Howard Shelley e Brian Wright. Ha inciso inoltre concerti live per emittenti radiotelevisive quali Rai Radio3, Rai Sat, France Musique e France3.
È l’unica musicista tra le autrici del libro From Women to the World curato da Elizabeth Filippouli (Ed. I.B.Tauris, Bloomsbury Publishing Plc) che riunisce i contributi di un gruppo globale di “donne ispiratrici”.
È artista residente della rassegna internazionale di musica da camera “Amiata Piano Festival” e docente all'Istituto superiore di studi musicali “Monteverdi” di Cremona.
È Online Master Teacher presso iClassical Academy.
Suona un violoncello Giovanni Grancino del 1697.

## Vita privata
È stata sposata col direttore d'orchestra Daniele Gatti.

## Discografia
Con l'Orchestra Sinfonica Nazionale della Rai (direttore Massimiliano Caldi, Corrado Rovaris):
- 2018 - "Cello Concertos" - Castelnuovo-Tedesco, G. Malipiero, R. Malipiero (Sony Classical)
- 2014 - "The Italian Modernism" - Casella, Respighi, Pizzetti (Sony Classical)
- 2011 - "Nino Rota: Concerti per violoncello 1 & 2" (Sony Classical)

Con Maurizio Baglini (pianoforte):
- 2016 - "Rachmaninov, Integrale delle musiche per violoncello e pianoforte" (Decca)
- 2016 - "Corghi, Tra la carne e il cielo/D'Après cinques chansons d'élite" - Ceccherini/Chiesa/Baglini/Coladonato/Antonutti, Decca
- 2011 - "Brahms Shubert, Son. vlc. e pf. n. 1-2/Arpeggione" (Decca)
- 2008 - "Camille Saint Saens: Sonate per violoncello e piano; Chant saphique" (Amadeus n. 06/08)
- 2007 - "Silvia Chiesa, violoncello; Maurizio Baglini, pianoforte: musiche di Busoni, Debussy, Britten, Corghi" (Musica Insieme)
- 2006 - "Cello Sonatas: Chopin, Debussy, Corghi" (Concerto)

Live at Amiata Piano Festival:
- 2020 - "Franz Joseph Haydn, Concertos&Rarities" - Maurizio Baglini, Silvia Chiesa, Guido Rimonda, Camerata Ducale (Decca)
- 2018 - "Schubert - Schumann Quintets" - Maurizio Baglini, Silvia Chiesa, Quartetto della Scala (Decca)
- 2017 - "Franz Joseph Haydn Concertos" - Maurizio Baglini, Silvia Chiesa, Guido Rimonda, Camerata Ducale (Decca)

Con il Trio Italiano (Silvia Chiesa, violoncello - Giovanni Battista Rigon, pianoforte - Sonig Tchakerian, violino):
- 2001 - "Robert e Clara Schumann: Trii per pianoforte e archi" (Amadeus)
- 2000 - "Trio Italiano Live" (Musica Insieme)
- 2000 - "Franz Schubert: Piano Trio Op. 100" (Arts)
- 1999 - "Franz Schubert: Piano Trio Op.99 D 898, Notturno D 897, Sonatensatz D 28" (Arts)
- 1998 - "Trio Italiano dal vivo alla Société Philharmonique di Bruxelles, 11 marzo 1997"

Partecipazioni:
- 2006 - Artisti vari "Arnold Schönberg, Verklärte Nacht" (Officina della Musica)
- 2001 - Artisti vari "Settimane Musicali al Teatro Olimpico"
- 2000 - Artisti vari "Settimane Musicali al Teatro Olimpico"
- 2000 - I Solisti dell'Olimpico "Johann Sebastian Bach, Concerti Brandeburghesi Bwv 1046-1051" (Amadeus)
- 1998- Artisti vari "Settimane Musicali al Teatro Olimpico"